# An Dae-hyeon
An Dae-hyeon (kor. 안 대현; ur. 28 października 1962 w Goesan) – południowokoreański zapaśnik w stylu klasycznym. Brązowy medalista olimpijski z Seulu 1988 w kategorii 62 kg. Srebro na igrzyskach azjatyckich w 1986 roku.